# Sium patulum
Sium patulum är en flockblommig växtart som beskrevs av Carl Peter Thunberg. Sium patulum ingår i släktet vattenmärken, och familjen flockblommiga växter. Inga underarter finns listade i Catalogue of Life.